# No.6 Collaborations Project
No.6 Collaborations Project — четвертий студійний альбом англійського співака і автора-виконавця Еда Ширана, випущений 12 липня 2019 року на лейблах Asylum та Atlantic Records. Всі пісні альбому є колабораціями із іншими артистами (такими як Халід, Cardi B, Джастін Бібер, Тревіс Скотт, Емінем, 50 Cent та багатьма іншими). Платівка є продовженням міні-альбому Ширана 2011 року під назвою No. 5 Collaborations Project.
Вісім синглів було випущено з No.6 Collaborations Project. Головний сингл альбому під назвою «I Don't Care» очолив британський чарт і посів друге місце в Billboard Hot 100. Наступними синглами були «Cross Me», «Beautiful People», «Blow», «Best Part of Me», «Antisocial», «South of the Border» і «Take Me Back to London». Отримавши змішані відгуки критиків, альбом дебютував на вершині UK Albums Chart та американського Billboard 200 і був номінований як «Найкращий вокальний поп-альбом» на 62-й щорічній церемонії вручення премії Греммі.

## Список пісень
| #     | Назва                                                      | Автор | Продюсер(и)                              | Тривалість |
| ----- | ---------------------------------------------------------- | --- | ---------------------------------------- | ---------- |
| 1.    | «Beautiful People» (за уч. Халіда)                         | Ед Ширан Khalid Робінсон Фред Гібсон Карл Шустер Макс Мартін                                                                 | Ширан Фред Shellback Мартін Алекс Гібсон | 3:17       |
| 2.    | «South of the Border» (за уч. Каміла Кабельйо і Cardi B)   | Ширан Кабельйо Белкаліс Альманзар Джорден Торп Стів Мак Гібсон                                                               | Ширан Мак Фред                           | 3:24       |
| 3.    | «Cross Me» (за уч. Chance the Rapper і PnB Rock)           | Ширан Чaнселор Беннетт Ракім Аллен Гібсон                                                                                    | Fred                                     | 3:26       |
| 4.    | «Take Me Back to London» (за уч. Stormzy)                  | Ширан Майкл Омарі (молодший) Гібсон Мартін Shellback                                                                         | Fred Skrillex Кенні Бітс                 | 3:09       |
| 5.    | «Best Part of Me» (за уч. Yebba)                           | Ширан Ебі Сміт Бенджамін Левін                                                                                               | Ширан Benny Blanco Джо Рубель            | 4:03       |
| 6.    | «I Don't Care» (за уч. Джастіна Бібера)                    | Ширан Джастін Бібер Джейсон Бойд Гібсон Шустер Мартін                                                                        | Фред Shellback Мартін                    | 3:39       |
| 7.    | «Antisocial» (за уч. Тревіса Скотта)                       | Ширан Жак Вебстер II Джозеф Седдлер Гібсон                                                                                   | Фред А. Гібсон                           | 2:41       |
| 8.    | «Remember the Name» (за уч. Eminem і 50 Cent)              | Ширан Маршалл Метерз III Кертіс Джексон III Андре Бенджамін Антван Паттон Патрік Браун Рей Мюррей Ріко Вейд Мартін Shellback | Ширан Фред Shellback Мартін              | 3:27       |
| 9.    | «Feels» (за уч. Young Thug і J Hus)                        | Ширан Джеффрі Вільямс Момоду Джаллоу Гібсон                                                                                  | Fred                                     | 2:30       |
| 10.   | «Put It All on Me» (за уч. Елли Май)                       | Ширан Елла Гавелл Гібсон | Fred                                     | 3:17       |
| 11.   | «Nothing on You» (за уч. Пауло Лондра і Дейва)             | Ширан Пауло Лондра Девід Оморегі Гібсон Даніель Ов'єдо Крістіан Салазар                                                      | Фред Сем Цанг                            | 3:20       |
| 12.   | «I Don't Want Your Money» (за уч. H.E.R.)                  | Ширан Пол Джеффріс Джо Рівз Гібсон                                                                                           | Nineteen85 Фред                          | 3:24       |
| 13.   | «1000 Nights» (за уч. Міка Мілла і A Boogie wit da Hoodie) | Ширан Роберт Вільямс A Boogie wit da Hoodie Меттью Семюелс Гібсон Джахан Світ                                                | Boi-1da Фред Світ                        | 3:32       |
| 14.   | «Way to Break My Heart» (за уч. Skrillex)                  | Ширан Сонні Мур Мак | Skrillex Mac                             | 3:10       |
| 15.   | «Blow» (за уч. Кріса Степлтона і Бруно Марса)              | Ширан Кріс Степлтон Пітер Ернандес Броді Браун Френк Роджерс J.T. Cure Бард Макнамі Грег МакКі                               | Марс                                     | 3:29       |
| 49:48 |                                                            | |                                          |            |

## Чарти
| Чарт (2019)                                          | Найвища позиція |
| ---------------------------------------------------- | --------------- |
| Австралія Australian Albums (ARIA)                   | 1               |
| Австрія Austrian Albums (Ö3 Austria)                 | 1               |
| Бельгія Belgian Albums (Ultratop Flanders)           | 1               |
| Бельгія Belgian Albums (Ultratop Wallonia)           | 1               |
| Канада Canadian Albums (Billboard)                   | 1               |
| Чехія Czech Albums (ČNS IFPI)                        | 1               |
| Данія Danish Albums (Hitlisten)                      | 2               |
| Нідерланди Dutch Albums (MegaCharts)                 | 1               |
| Фінляндія Finnish Albums (Suomen virallinen lista)   | 1               |
| Франція French Albums (SNEP)                         | 2               |
| Німеччина German Albums (Offizielle Top 100)         | 2               |
| Угорщина Hungarian Albums (MAHASZ)                   | 1               |
| Ірландія Irish Albums (IRMA)                         | 1               |
| Італія Italian Albums (FIMI)                         | 2               |
| Японія Japanese Albums (Oricon)                      | 6               |
| Japanese Hot Albums (Billboard Japan)                | 5               |
| Latvian Albums (LAIPA)                               | 1               |
| Lithuanian Albums (AGATA)                            | 1               |
| Mexican Albums (AMPROFON)                            | 4               |
| Нова Зеландія New Zealand Albums (Recorded Music NZ) | 1               |
| Норвегія Norwegian Albums (VG-lista)                 | 1               |
| Португалія Portuguese Albums (AFP)                   | 1               |
| Шотландія Scottish Albums (OCC)                      | 1               |
| Slovak Albums (ČNS IFPI)                             | 1               |
| Іспанія Spanish Albums (PROMUSICAE)                  | 1               |
| Швеція Swedish Albums (Sverigetopplistan)            | 1               |
| Швейцарія Swiss Albums (Schweizer Hitparade)         | 1               |
| Велика Британія UK Albums (OCC)                      | 1               |
| США Billboard 200                                    | 1               |

| Чарт (2019)                        | Позиція |
| ---------------------------------- | ------- |
| Australian Albums (ARIA)           | 2       |
| Austrian Albums (Ö3 Austria)       | 14      |
| Belgian Albums (Ultratop Flanders) | 14      |
| Belgian Albums (Ultratop Wallonia) | 43      |
| Canadian Albums (Billboard)        | 10      |
| Danish Albums (Hitlisten)          | 7       |
| Dutch Albums (Album Top 100)       | 3       |
| French Albums (SNEP)               | 46      |
| German Albums (Offizielle Top 100) | 8       |
| Icelandic Albums (Plötutíóindi)    | 20      |
| Irish Albums (IRMA)                | 5       |
| Italian Albums (FIMI)              | 46      |
| Mexican Albums (AMPROFON)          | 95      |
| New Zealand Albums (RMNZ)          | 2       |
| Polish Albums (ZPAV)               | 50      |
| Spanish Albums (PROMUSICAE)        | 64      |
| Swedish Albums (Sverigetopplistan) | 22      |
| Swiss Albums (Schweizer Hitparade) | 10      |
| UK Albums (OCC)                    | 2       |
| US Billboard 200                   | 35      |
| Чарт (2020)                        | Позиція |
| Australian Albums (ARIA)           | 12      |
| Belgian Albums (Ultratop Flanders) | 56      |
| Belgian Albums (Ultratop Wallonia) | 199     |
| Canadian Albums (Billboard)        | 15      |
| Danish Albums (Hitlisten)          | 30      |
| Dutch Albums (Album Top 100)       | 8       |
| French Albums (SNEP)               | 154     |
| Irish Albums (IRMA)                | 15      |
| Italian Albums (FIMI)              | 92      |
| New Zealand Albums (RMNZ)          | 9       |
| Polish Albums (ZPAV)               | 89      |
| Spanish Albums (PROMUSICAE)        | 72      |
| Swedish Albums (Sverigetopplistan) | 82      |
| UK Albums (OCC)                    | 7       |
| US Billboard 200                   | 61      |
| Чарт (2021)                        | Позиція |
| Australian Albums (ARIA)           | 45      |
| Canadian Albums (Billboard)        | 49      |
| Danish Albums (Hitlisten)          | 94      |
| Dutch Albums (Album Top 100)       | 42      |
| New Zealand Albums (RMNZ)          | 36      |
| UK Albums (OCC)                    | 44      |
| Чарт (2022)                        | Позиція |
| Australian Albums (ARIA)           | 83      |
| UK Albums (OCC)                    | 95      |

## Сертифікації
| Регіон | Сертифікація  | Продажі   |
| --- | ------------- | --------- |
| Австралія (ARIA)                                                                                           | 2× Платиновий | 140 000   |
| Австрія (IFPI Austria)                                                                                     | Платиновий    | 15 000    |
| Бразилія (ABPD)                                                                                            | Платиновий    | 40 000    |
| Канада (Music Canada)                                                                                      | 4× Платиновий | 320 000   |
| Данія (IFPI Denmark)                                                                                       | 3× Платиновий | 60 000    |
| Франція (SNEP)                                                                                             | Платиновий    | 100 000   |
| Німеччина (BVMI)                                                                                           | Золотий       | 100 000   |
| Угорщина (Mahasz)                                                                                          | Платиновий    | 4000      |
| Італія (FIMI)                                                                                              | Платиновий    | 50 000    |
| Нідерланди (NVPI)                                                                                          | Платиновий    | 40 000    |
| Нова Зеландія (RIANZ)                                                                                      | 4× Платиновий | 60 000    |
| Польща (ZPAV)                                                                                              | Платиновий    | 20 000    |
| Сінгапур (RIAS)                                                                                            | Платиновий    | 10 000*   |
| Іспанія (PROMUSICAE)                                                                                       | Золотий       | 20 000    |
| Велика Британія (BPI)                                                                                      | 3× Платиновий | 1,004,945 |
| США (RIAA)                                                                                                 | Платиновий    | 1 000 000 |
| *продажі, що базуються лише на сертифікаціях · продажі+прослуховування, що базуються лише на сертифікаціях |               |           |